# Acacia oswaldii
Acacia oswaldii är en ärtväxtart som beskrevs av Ferdinand von Mueller. Acacia oswaldii ingår i släktet akacior, och familjen ärtväxter. Inga underarter finns listade i Catalogue of Life.